# Gillis le Plat
Gilles le Plat (Gent, 1656 - aldaar, 12 juli 1724) was een Vlaams kunstschilder. Hij werd geboren uit een schildersfamilie. Terwijl zijn vader Pierre bekend was als 'peintre décorateur', was Gilles meer getalenteerd als 'artiste peintre'. Van 1697 tot 1700 werd hij opgenomen in het Gentse Sint-Lucasgilde. Zijn oeuvre bestaat uit religieuze werken en historiestukken. Zijn bekendste werk is een serie met de 'Zeven werken van barmhartigheid' uit 1691, die werd gemaakt in opdracht van de Armenkamer te Gent. Tegenwoordig vormt het - naast andere werken van Le Plat - onderdeel van de collectie van het STAM.